# SMS Árpád
O SMS Árpád foi um navio couraçado pré-dreadnought operado pela Marinha Austro-Húngara e a segunda embarcação da Classe Habsburg, depois do SMS Habsburg e seguido pelo SMS Babenberg. Sua construção começou em junho de 1899 nos estaleiros da Stabilimento Tecnico Triestino em Trieste e foi lançado ao mar em setembro de 1901, sendo comissionado na frota austro-húngara em junho de 1903. Era armado com três canhões de 240 milímetros montados em uma torre de artilharia dupla e outra simples, possuía um deslocamento de quase nove mil toneladas e conseguia alcançar uma velocidade máxima de pouco mais de dezenove nós (36 quilômetros por hora).
O Árpád passou a maior parte de seu serviço em tempos de paz realizando exercícios junto com seus irmãos e o resto da frota austro-húngara. Durante a Primeira Guerra Mundial, ele deu suporte em agosto de 1914 para a fuga dos cruzadores alemães SMS Goeben e SMS Breslau para o Império Otomano, enquanto em maio de 1915 participou do Bombardeio de Ancona. Pouco fez pelo restante do conflito e foi descomissionado em 1916, passando a atuar como um navio de defesa de costa. O Árpád foi brevemente colocado de volta no serviço em 1918 como um navio de treinamento. Com a derrota da Áustria-Hungria no final do ano, a embarcação foi entregue ao Reino Unido e desmontada em 1921.

## Características

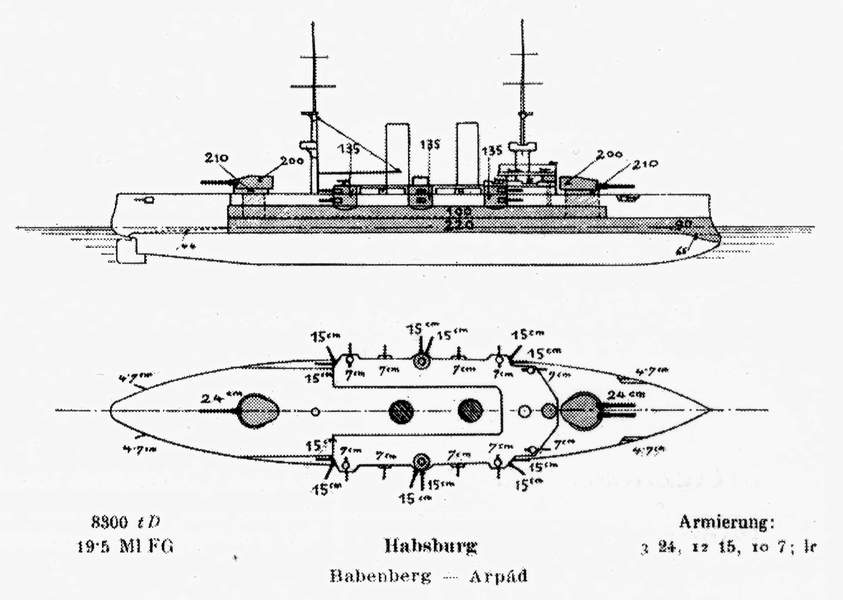
Diagrama da Classe Habsburg

O Árpád tinha 114,5 metros de comprimento de fora a fora, uma boca de 19,8 metros e calado de 7,5 metros. O navio foi projetado para ter um deslocamento de 8 364 toneladas, porém esse valor podia chegar em até 8 965 quando totalmente carregado com suprimentos de combate. Seu sistema de propulsão era composto por dezesseis caldeiras Belleville que impulsionavam dois motores de tripla-expansão com quatro cilindros, que por sua vez giravam duas hélices. Esse maquinário era capaz de produzir 14,3 mil cavalos-vapor (10,5 mil quilowatts) de potência, o que permitia que o Árpád chegasse a uma velocidade máxima de 19,6 nós (36,3 quilômetros por hora). Sua tripulação era formada por 638 oficiais e marinheiros.
A bateria principal do Árpád consistia em três canhões L/40 de 240 milímetros. Estes eram do tipo K/97 e foram fabricados pela Krupp na Alemanha, tendo sido montados em duas torres de artilharia, uma dupla na proa e uma simples na popa. Seus armamentos secundários tinham doze canhões SK L/40 de 150 milímetros instalados em casamatas à meia-nau, dez canhões canhões L/45 de 66 milímetros, seis canhões L/44 de disparo rápido de 47 milímetros e dois canhões L/33 de disparo rápido de 47 milímetros. Também havia dois tubos de torpedo de 450 milímetros. O cinturão de blindagem tinha entre 180 e 220 milímetros de espessura e o convés era protegido por quarenta milímetros. As torres de artilharia eram blindadas com 210 milímetros e possuíam barbetas de 183 milímetros de espessura, enquanto as casamatas eram protegidas por uma blindagem de 88 a 137 milímetros de espessura.

## História

### Tempos de paz
O Árpád foi o segundo couraçado da Classe Habsburg, depois do SMS Habsburg. Foi projetado pelo arquiteto naval Siegfried Popper e sua construção começou no dia 10 de junho de 1899 nos estaleiros da Stabilimento Tecnico Triestino em Trieste. Ele foi lançado ao mar após mais de dois anos de obras em 11 de setembro de 1901, depois do qual passou pelo processo de equipagem e testes marítimos até ser comissionado na Marinha Austro-Húngara no dia 15 de junho de 1903.
Ele e seu irmão Habsburg participaram em 1903 dos primeiros exercícios de frota da Marinha Austro-Húngara, com o SMS Babenberg juntando-se ao dois no ano seguinte para o segundo exercício. Durante estas manobras, os três membros da Classe Habsburg enfrentaram os três navios de defesa de costa da Classe Monarch em uma simulação de combate; esta foi a primeira vez na história naval austro-húngara que duas esquadras homogêneas de embarcações de guerra modernas operaram dentro da marinha.
As três embarcações depois disso foram designadas para formarem a 1ª Divisão de Couraçados. Os navios também atuaram no Mar Mediterrâneo, com o Árpád juntando-se ao Habsburg e os membros da Classe Monarch para um cruzeiro de treinamento pela região em janeiro de 1904. Os couraçados da Classe Erzherzog Karl entraram em serviço entre 1906 e 1907 e o Árpád e seus irmãos foram transferidos para a 2ª Divisão, com a Classe Monarch formando a 3ª Divisão. A embarcação passou por uma modernização entre 1910 e 1911 que diminuiu seu peso total, com um dos conveses de sua superestrutura tendo sido removido para que o navio ficasse mais leve.

### Primeira Guerra
A Primeira Guerra Mundial começou em julho de 1914 e o Árpád e seus irmãos foram mobilizados, junto com o resto da Marinha Austro-Húngara, com o objetivo de apoiar a fuga dos cruzadores alemães SMS Goeben e SMS Breslau. Os dois estavam servindo no Mediterrâneo quando a guerra começou e estavam tentando deixar a cidade italiana de Messina e escapar para o Império Otomano, ao mesmo tempo fugindo de navios britânicos. A Marinha Austro-Húngara partiu de sua base naval em Pola assim que os alemães deixaram Messina e ela avançou até Brindisi, no sul da Itália, para cobrir os cruzadores, depois retornando em segurança para Pola.
Pouco depois, os couraçados da Classe Habsburg foram transferidos para a 4ª Divisão da 1ª Esquadra de Batalha da frota austro-húngara, depois da entrada em serviço dos novos navios da Classe Tegetthoff. A Itália declarou guerra contra a Áustria-Hungria em maio de 1915 e a Marinha Austro-Húngara realizou logo um grande bombardeio contra Ancona e regiões próximas. O Árpád e seus irmãos fizeram parte da força principal do ataque, junto com os couraçados das classes Erzherzog Karl e Tegetthoff e escoltas, com a embarcação tendo bombardeado três alojamentos, o quartel-general militar, uma estação de combustível e uma torre d'água da cidade de Ancona.
O Árpád foi descomissionado da frota em meados de 1916 e depois disso usado principalmente como um navio de defesa costeira. Sua tripulação foi transferida para integrar equipes de u-boots e da recém criada força aérea. Ele brevemente retornou para o serviço em 1918 como um navio de treinamento para a Academia Naval Austríaca. A Áustria-Hungria foi derrotada na guerra em novembro do mesmo ano com o Armistício de Villa Giusti e, sob os termos do Tratado de Saint-Germain-en-Laye de setembro de 1919, o couraçado foi entregue ao Reino Unido como um prêmio de guerra, sendo por sua vez vendido e desmontado na Itália em 1921.